# Stal Nowa Dęba
Stal Nowa Dęba (vollständig Miejski Klub Sportowy Stal Nowa Dęba) ist ein Mehrspartensportverein aus der polnischen Stadt Nowa Dęba. Besondere Erfolge erkämpfte sich der Verein im Badminton, in der Leichtathletik und im Volleyball.

## Geschichte
Der Verein wurde 1953 als Stal Dęba gegründet. Aus dem Verein stammen der Olympiateilnehmer Grzegorz Sudoł sowie Dariusz Żak, Bartosz Dul, Kamil Gurdak, Rafał Wojciechowski und Sławomir Gładysz. Später wurden besondere Erfolge im Badminton errungen. Von 1982 bis 2010 startete der Verein 24 Mal in der ersten polnischen Liga. Im Fußball stand der Verein in der Saison 1979/80 in der Hauptrunde des polnischen Pokals.